# نادر كولجين
نادر كولجيــن (بالفارسية: نادر گُلچين) (1 ديسمبر 1936 - 22 سبتمبر 2017) كان مغني إيراني من أساتذة الموسيقى التقليدية - الشعبية الإيرانية. يعود معظم أعماله إلى سبعينيات القرن العشرين، أي ما قبل الثورة الإيرانية وكان من بين أعماله الهامة في ذلك الوقت «یوسف المفقود» ومن أعماله الأخرى، «طائر الصباح»، «سهم الرموش»، «قصة مدينة الحب»، «ما بصير طفلا بعد» وألبومات «الهروب»، «نفس نسيم الصبا»، و «شعر البنفسجية».